# Rosztov Aréna
A Rosztov Aréna (oroszul: Ростов Арена) labdarúgó-stadion az oroszországi Rosztov-na-Donu városában a Don folyó bal partján nem messze a városközponttól. Egyike azoknak az oroszországi stadionoknak, amelyet a 2018-as labdarúgó-világbajnokságra építettek. Habár a világbajnokságra úgy építették, hogy 45 000 néző befogadására legyen alkalmas, a tervek szerint a sporteseményt követően befogadóképességét lecsökkentik 25 000 főre. Megnyitása óta háromszor adott, a világbajnokságot követően pedig rendszeresen ez a stadion ad helyet az orosz labdarúgó-bajnokság első osztályában szereplő FK Rosztov labdarúgócsapat hazai mérkőzéseinek a korábbi Olimp-2 stadion helyett.

## Története
Az új stadion tervei akkor váltak ténylegessé, amikor Oroszország nyerte a világbajnokság megrendezésének jogát, és a mérkőzések egyik házigazdájának Rosztov-na-Donut választották.
A felépítendő sportlétesítményről már 2012 októberében azt gondolták, hogy igazi áttörés lehet a város életében, illetve a turisták számára is vonzerővel bírhat. A Don folyót általában a város határvonalának tekintik, hiszen a város szinte minden létesítménye, épülete a folyótól északra található. A stadion az első jelentősebb építmény a folyó túlsó, déli, addig lényegében érintetlen oldalán, ami egyrészt növeli a város vonzerejét a világbajnokság ideje alatt, másrészt azt követően a város déli irányú terjeszkedését is ösztönzi. A Rosztovi terület főépítésze, Alekszej Poljanszkij szerint a stadion elősegítheti a folyó másik oldalának fejlődését, hiszen a létesítmény köré egy teljesen új központot kívánnak létrehozni a közeljövőben.
2012 decemberében a Populous építészeti céget és látványtervét választották végül a stadion megépítéséhez. Habár az első, talajelőkészítő munkálatok 2013-ban megindultak, csak 2015 elején kezdődtek meg az alapozási munkák. 2013-ban a talajelőkészítő munkák során öt, fel nem robbant második világháborús bombát találtak, ami miatt azonnal megszakították a stadionépítés folyamatát.
2016 áprilisában a Rosztovi terület építésügyi minisztere, Nyikolaj Bezuglov elmondta, hogy a stadion építése nagyon jól halad, nincsenek vele késésben, ezzel a gyorsasággal tartható lesz a 2017. december 25-i átadási határidő. Bár a vb-re készülő stadionok közül ez volt az egyik, amelyiknek a projektje a legkésőbb kezdődött el (2014 végén-2015 elején), 2016 áprilisáig elkészült az építmény külső szerkezetének 69%-a, a lépcsőknek több mint 71%-a, a falazási munkáknak pedig 90%-a; a leendő jegyirodák elkészültsége a legalacsonyabb, 17%-os. Korábban ugyan azt tervezték, hogy az itteni stadion az egyik leglátványosabb lesz Oroszországban, azonban ez a terv túl költségesnek bizonyult a rubel leértékelődése következtében összezsugorodott költségvetésnek, és túl nehezen megvalósíthatónak a nagyon későn megindult földmunkáknak köszönhetően. Így új koncepció született a kivitelezésre vonatkozóan: a korábbi elképzeléseket a lehetőségek szerint leegyszerűsítették, amennyire csak lehetséges volt, s legfeljebb annyi import nyersanyagot használtak fel innentől kezdve, amennyit feltétlenül igényelt az építkezés. Még ezekkel az új, költségcsökkentő intézkedésekkel is a legdrágább vb-stadion maradt a maga 20 milliárd rubel (300 millió dollár) feletti pénzráfordítással.
A stadiont 2017-re tervezték befejezni, de csak 2018-ra készült el teljesen: hivatalosan 2018. április 15-én nyitották meg, s ez alkalomból játszott itt először hazai bajnoki meccset az FK Rosztov, ellenfele az FK SZKA-Habarovszk volt. A stadion formáját a környéken található kurgánok inspirálták.

## A 2018-as labdarúgó-világbajnokság itteni mérkőzései
A stadionba az alábbi öt vb-mérkőzést szervezték:
| 2018. június 17. 21:00 (20:00) |

| Brazília     | 1–1               | Svájc     |
| ------------ | ----------------- | --------- |
| Coutinho 20' | (1–0) Jegyzőkönyv | Zuber 50' |

| Rosztov Aréna, Rosztov-na-Donu Nézőszám: 43 109 Játékvezető: César Arturo Ramos (mexikói) |

| 2018. június 20. 18:00 (17:00) |

| Uruguay    | 1–0               | Szaúd-Arábia |
| ---------- | ----------------- | ------------ |
| Suárez 23' | (1–0) Jegyzőkönyv |              |

| Rosztov Aréna, Rosztov-na-Donu Nézőszám: 42 678 Játékvezető: Clément Turpin (francia) |

| 2018. június 23. 18:00 (17:00) |

| Dél-Korea          | 1–2               | Mexikó                            |
| ------------------ | ----------------- | --------------------------------- |
| Szon Hungmin 90+3' | (0–1) Jegyzőkönyv | Vela 26' (11-esből) Hernández 66' |

| Rosztov Aréna, Rosztov-na-Donu Nézőszám: 43 472 Játékvezető: Milorad Mažić (szerb) |

| 2018. június 26. 21:00 (20:00) |

| Izland                       | 1–2               | Horvátország           |
| ---------------------------- | ----------------- | ---------------------- |
| G. Sigurðsson 76' (11-esből) | (0–0) Jegyzőkönyv | Badelj 53' Perišić 90' |

| Rosztov Aréna, Rosztov-na-Donu Nézőszám: 43 472 Játékvezető: Antonio Mateu Lahoz (spanyol) |

| 2018. július 2. 21:00 (20:00) |

| Belgium                                  | 3–2               | Japán                  |
| ---------------------------------------- | ----------------- | ---------------------- |
| Vertonghen 69' Fellaini 74' Chadli 90+4' | (0–0) Jegyzőkönyv | Haragucsi 48' Inui 52' |

| Rosztov Aréna, Rosztov-na-Donu Nézőszám: 41 466 Játékvezető: Malang Diedhiou (szenegáli) |